# Pădurenii (gmina Mintiu Gherlii)
Pădurenii – wieś w Rumunii, w okręgu Kluż, w gminie Mintiu Gherlii. W 2011 roku liczyła 83 mieszkańców.